# Abhiszeka

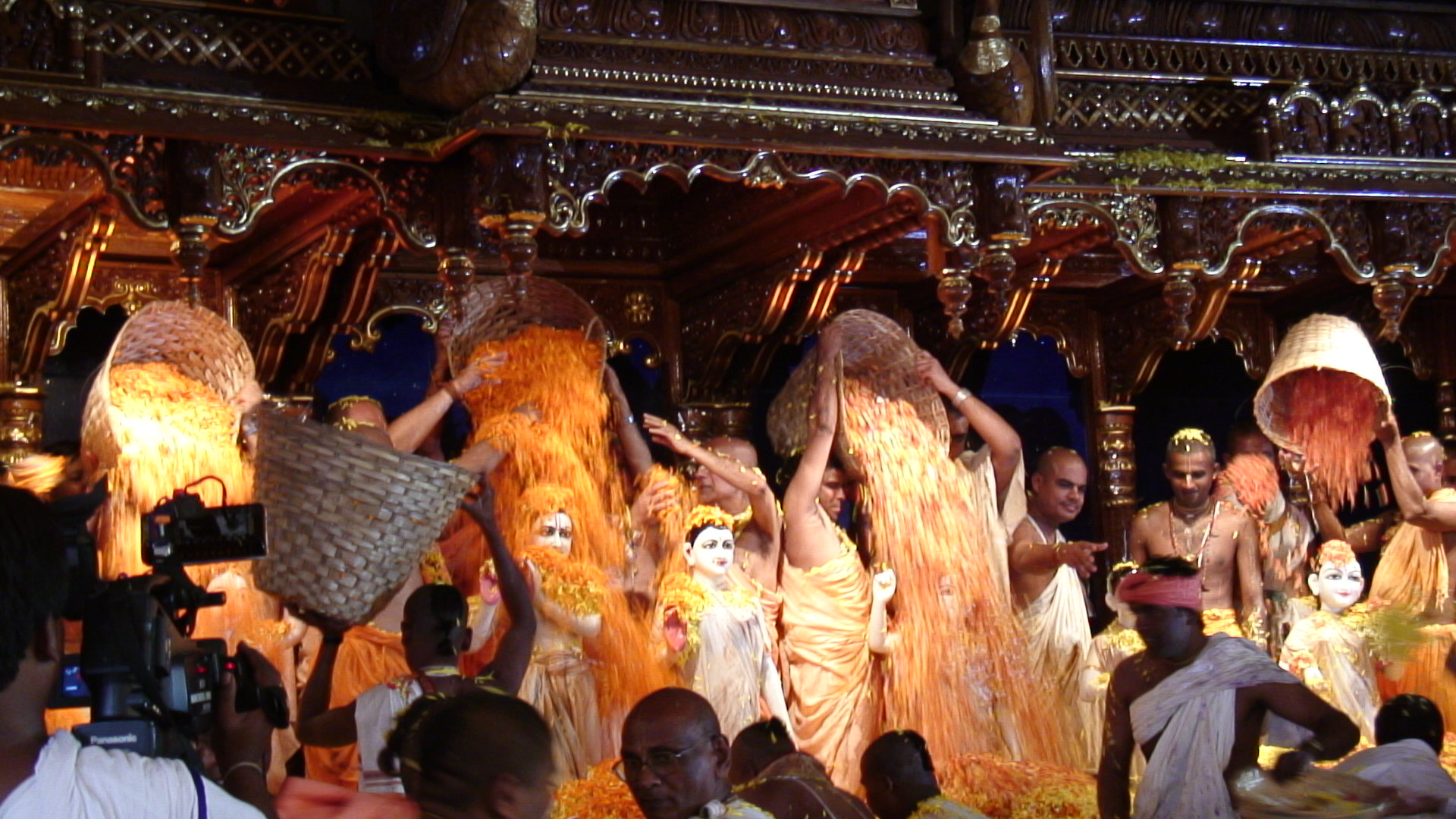
Puszpa abhiszeka – obsypywanie posągów kwiatami

Abhiszeka (dewanagari: अभिषेक trb. abhiṣeka) – w hinduizmie i buddyzmie rytualne obmywanie wizerunku bóstwa lub lingamu. Niegdyś zwyczaj związany z namaszczeniem władcy podczas koronacji, obecnie zachowany przy konsekracji obrazów i posągów. Wizerunki bogów polewa się ghee, wodą zmieszaną z mlekiem lub kurkumą i obsypuje kwiatami.